# عبدالعزيز الكميم
عبدالعزيز ناصر الكميم سياسي يمني. هو وزير التخطيط والتعاون الدولي في حكومة الإنقاذ الوطني برئاسة عبد العزيز بن حبتور التابعة للمجلس السياسي الأعلى في سلطة صنعاء منذ 10 نوفمبر 2018.